# Corrida para o mar
Corrida para o mar (em inglês:  Race to the Sea; em francês:  Course à la mer; em alemão:  Wettlauf zum Meer, em neerlandês:  Race naar de Zee) foi um evento da Primeira Guerra Mundial em que, na Frente Ocidental, os dois lados estavam envolvidos em batalhas constantes, procurando por um flanco. Como o avanço alemão estagnou na Primeira Batalha do Marne, os oponentes tentaram flanquear continuamente um ao outro por todo o nordeste da França. Esse processo levou as forças de volta às posições costeiras do Mar do Norte, na Bélgica ocidental. Em seguida, a natureza das operações mudou para a guerra de trincheiras, que é um combate de cerco em grande escala. Isto produziu uma contínua linha de frente formada por trincheiras de mais de três mil quilômetros de extensão.